# Yahudi-Hamam

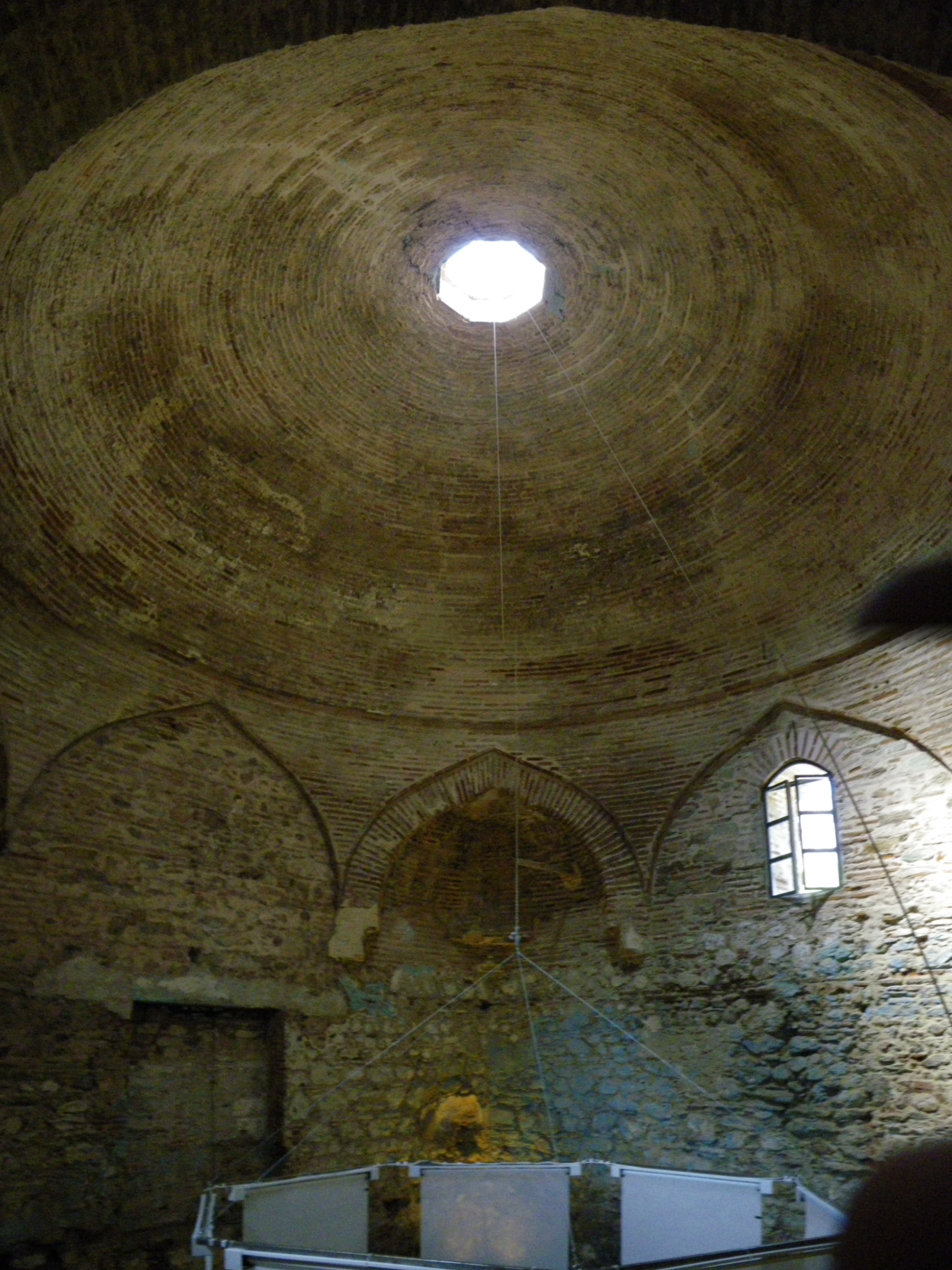
Innenansicht

Yahudi-Hamam (griechisch Γιαχουντί Χαμάμ Giachoudi Chamam, deutsch ‚Jüdisches Bad‘, türkisch Yahudi Hamamı) ist ein ehemaliges türkisches Bad in der nordgriechischen Stadt Thessaloniki. Es befindet sich an der Ecke der Straßen Vassilios Iraklios und Franginis im Stadtteil Louloudadika.
Es soll im 16. Jahrhundert erbaut worden sein. Yahudi (türkisch für Jude) verdankt seinen Namen der Lage im jüdischen Viertel. Es wird auch Pazar Hamami (Παζάρ Χαμαμί ‚Bad des Marktes‘) genannt, weil es im Zentrum des Marktviertels liegt. Es soll von einem Khalil Aga erbaut worden sein. Beim Brand in Thessaloniki 1917 wurde es stark beschädigt. Nach 1948 siedelten sich Blumenläden am Yahudi-Hamam auf der Seite der Straße „Vassilios Iraklios“ an, daher der Name Louloudadika, der sich von λουλούδι louloudi, deutsch ‚Blume‘ ableitet. Das Gebäude wird heute für kulturelle Veranstaltungen genutzt.
Das Bad hat eine Fläche von 750 m², liegt zwei Meter unter dem Straßenniveau und ist in ein Bad für Frauen und ein Bad für Männer unterteilt. Jeder Teil besteht aus einer quadratischen Halle, die mit einer großen halbkugelförmigen Kuppel bedeckt ist, und einer Reihe kleinerer Räume, die ebenfalls mit Kuppeln bedeckt sind. In beiden Teilen gibt es die typischen Bäderräume – kalt, lauwarm, heiß und zur Abkühlung. An der Rückseite des Gebäudes befanden sich der Wassertank und die Holzfeuerstelle. Das gesamte Gebäude ist aus Stein und Ziegeln gebaut und imitiert die byzantinische Bauweise. Die Dächer der Kuppeln haben Löcher, um Tageslicht hereinzulassen, und das Mauerwerk der Wände weist sich wiederholende Muster auf. Das Gebäude verfügt außerdem über eine reiche Stalaktitenverzierung und Stempeldekorationen im Mörtel.
Das Gebäude wird von der Denkmalbehörde verwaltet und wird renoviert. Die Blumenläden sind immer noch auf dem Grundstück, aber in separaten, nicht mit dem Gebäude verbundenen Konstruktionen.
Neben dem Yahudi-Hamam sind in Thessaloniki noch die folgenden drei Hamams erhalten: das Yeni-Hamam (oder Aigli), das Bey-Hamam und das Pascha-Hamam (Phönix-Hamam).